# 1901 au Québec
Cet article traite des événements survenus en 1901 au Québec. 

## Événements

### Janvier
- 3 janvier : Montréal annonce une grande campagne de vaccination visant à enrayer les nombreuses épidémies qui sévissent dans la ville[1].
- 14 janvier : l'archevêque Louis-Nazaire Bégin rend public un document reconnaissant le droit d'association aux ouvriers mais n'accordant leur légitimité qu'aux syndicats confessionnels[2].
- 22 janvier : à la suite de la mort de la reine Victoria, le gouvernement Parent envoie ce message : « C'est avec un grand chagrin que le peuple de cette province, particulièrement les Canadiens français, ont appris la mort de la Reine Victoria dont la bienveillance les a faits les plus loyaux sujets. Ils n'oublieront jamais que c'est depuis son avènement qu'ils jouissent des libertés civiles, politiques et religieuses dont ils sont si fiers[3]. ».
- 23 janvier : à Montréal, un incendie rase le quartier de maisons entre les rues Saint-Paul, Saint-Nicolas, Saint-Sacrement et Saint-Pierre. Les pertes sont évaluées à 2 000 000 $[4].

### Février
- Février : le ministre Lomer Gouin présente le projet de loi de conciliation, créant un comité d'arbitrage devant régler les conflits de travail[5].
- 7 février : Robert Borden devient chef du Parti conservateur du Canada[6].
- 14 février : ouverture de la première session de la 10e législature (en). Le discours du Trône propose une adresse de dévouement et de loyauté au nouveau roi Édouard VII[7].

### Mars
- 6 mars : le discours du budget du trésorier Thomas Duffy (en) annonce un surplus sans précédent de 400 000 $[8].
- 12 mars : le député libéral Henri Bourassa prononce un discours à la Chambre des communes dans lequel il déclare que le Canada devrait avoir son mot à dire sur les solutions à adopter pour mettre fin à la seconde guerre des Boers. « Je crois, déclare-t-il, que c'est notre droit et notre devoir à nous, députés d'un peuple britannique autonome, d'exprimer une opinion et d'offrir des suggestions sur tout ce qui peut atteindre les parties vitales de la puissance britannique pourvu que cette intervention n'affaiblisse en rien notre liberté d'action et notre autonomie absolue[9]. ».
- 26 mars : l'Assemblée législative adopte une loi donnant au Conseil de l'hygiène public le pouvoir de contrôler les politiques municipales en matière de santé publique[10].
- 28 mars :
  - la session parlementaire est prorogée.
  - la Montreal Light, Heat and Power Company est constituée par la fusion de la compagnie montréalaise Royal Electric Company et de la Montreal Gas Company[11].

### Avril
- 19 avril : un incendie cause pour 40 000 $ de dommages à Magog. Le feu, qui a débuté dans l'édifice de l'hôtel de ville, détruit une dizaine de commerces de la rue Principale[12]

### Mai
- 19 mai : le gouvernement fédéral inscrit un budget supplémentaire de 80 000 $ pour l'achat des Plaines d'Abraham[13].

### Juin
- 6 juin : à Montréal, le Parc Logan prend le nom de Parc Lafontaine[14]
- 10 juin : inauguration du Jardin Tivoli, un théâtre d'été situé à l'entrée des Plaines d'Abraham près de la porte Saint-Louis[15].
- 26 juin : le député de Lévis, Charles Langelier, est nommé shérif du district de Québec[16].

### Juillet
- 2 juillet : le premier ministre Simon-Napoléon Parent procède à un léger remaniement ministériel. Lomer Gouin, en plus du ministère des Travaux publics, prend la responsabilité du ministère de la Colonisation. Adélard Turgeon garde le secrétariat[16].
- 16 juillet : la poudrière de la Hamilton Powder Company à Windsor est détruite par un incendie. Il y a un mort et un blessé[17].

### Août
- 25 août : le peintre Marc-Aurèle de Foy Suzor-Coté présente sa première exposition à Montréal[18].

### Septembre
- Septembre : le ministre Lomer Gouin entreprend une tournée au Saguenay–Lac-Saint-Jean afin de se rendre compte par lui-même des progrès de la colonisation dans cette région[19].
- 16 septembre : le duc et la duchesse d'York (futurs George V et sa femme) sont reçus en grande pompe par le premier ministre canadien Wilfrid Laurier à Québec[20].

### Octobre
- 20 octobre : Henri Bourassa revient d'un voyage de deux mois au Royaume-Uni. Lors d'un discours au Théâtre national, il déclare qu'il s'oppose à l'impérialisme britannique mais qu'il ne croit pas que le Canada soit déjà mûr pour l'indépendance[21].
- 22 octobre : la Northern Aluminium Company inaugure une aluminerie à Shawinigan[22].
- 24 octobre : le libéral Jean-Cléophas Blouin remporte l'élection partielle de Lévis[23].
- 31 octobre : les libéraux Joseph Laferté (en), Cyrille Fraser Delâge et Hormisdas Pilon remportent les élections partielles de Drummond, Québec-Comté et Vaudreuil[23].

### Novembre
- Novembre : le gouvernement fédéral décide d'envoyer 600 cavaliers servir pour les Britanniques dans la seconde guerre des Boers. Les dépenses seront à la charge du War Office de Londres et Ottawa agira comme agent de recrutement[24].

## Naissances
- 16 janvier - Jacques Auger (acteur) († 9 décembre 1977)
- 26 janvier - René Chaloult (politicien) († 20 décembre 1978)
- 9 avril - Jean Bruchési (historien) († 2 décembre 1979)
- 12 juin - Delpha Sauvé (homme politique)  († 2 octobre 1956)
- 21 juillet - Ovila Légaré (acteur et chanteur) († 19 février 1978)
- 5 septembre - Alice Lafontaine (narratrice de la radio) († janvier 1994)
- 14 septembre - George Carlyle Marler (politicien) († 10 avril 1981)
- 2 novembre - Albert Morissette (homme politique) († 31 mars 1972)
- 17 décembre - George McClellan Stearns (politicien) († 9 janvier 1979)
- 31 décembre - Lionel Daunais (chanteur et musicien) († 18 juillet 1982)

## Décès
- 26 janvier - Arthur Buies (journaliste) (º 24 janvier 1840)
- 4 mai - John Jones Ross (premier ministre du Québec) (º 16 août 1831)
- 24 mai - Louis-Zéphirin Moreau (personnalité religieuse) (º 1er avril 1824)
- 27 juin - Joseph-Octave Villeneuve (ancien maire de Montréal) )º 4 mars 1836)
- 25 août - Charles Rouleau (juge et politicien) (º 16 février 1840)
- 27 octobre - William John Simpson (journaliste et homme politique)  (º 23 novembre 1851)